# Apsces jetre
Apsces jetre je gnojna, jasno ograničeno kolekcija u jetrinom tkivu koja može nastati kao posledica infekcije organa gastrontestinalnog sistema bakterijama (npr. nakon apendicitisa, divertikulitisa, pankreatitisa, ulceroznog kolitisa, holecistitsa, peritonitisa), parazitima (npr. kod amebijaze) ili gljivicama (npr. kod kandidijaze), koja se širi na jetru. 

## Epidemiologija
Desni jetreni režanj je češće zahvaćen apscesom od levog jetrenog režnja, i taj odnos je 2 : 1. Sklonost za desni jetreni režanj može se pripisati anatomskim razlikama jetre. Desni jetreni režanj dobija krv iz gornjih mezenteričnih i portalnih vena, dok levi jetreni režanj prima krv iz donje mezenterijalne i slezinske drenažu. Desni režanj takođe sadrži i gušću mrežu bilijarnih kanalića i, ukupno gledano, čini veću jetrenu masu. To potvrđuju i istraživanja, koja su pokazala da je efekat strujanja u portalnoj cirkulaciji glavni uzrok ovih razlika.
Bilateralno (obostrano) prisutvo apscesa jetre u oba režnja je vidljivo u 5% slučajeva.

## Etiologija
Piogenog apscesa jetre može nastati kao posledica:
- Direktnog širenja infekcije na jetru, iz prethodno inflamiranih okolnih organa.
- Hematogenog  širenja infekcije na jetru, putem krvnih sudova, vene porte i hepatičkih arterija.
- Limfogenim  širenja infekcije, putem limfnih sudova
- Širenja infekcije iz žučnih puteva i kanalića.
- Direktnog unošenja infekcije nakon povreda trbuha ili nakon operativnih zahvata (što se najređe javlja).

### Vrste apscesa jetre
Prema etiologiji nastanka svi apscesi jetre se klasifuju u tri su glavna oblika:
Piogeni apsces — koji je najčešće polimikrobni, i čini npr. oko 80% slučajeva apscesa jetre u Sjedinjenim Državama.
Amebijazni apsces — izazvana Entamoebom histolyticom, i činii oko 10% slučajeva.
Gljivični apsces — najčešće izazvan kandidom, i činii oko 10% slučajeva.

## Patofiziologija
Imajući u vidu da jetra prima krv iz sistemske i portalnecirkulacije, trebalo bi očekivati povećanu osjetljivost jetre na infekcije nakon njene povećane izloženosti bakterijama. Međutim, Kupferove ćelije koje oblažu jetrene sinusoide „čiste bakterije” tako efikasno da se infekcija retko javlja. Najčešči procesi,  povezani s razvojem jetrenih apscesa prikazani su na tabeli ispod:
| Izvor infekcije                      | Procenat javljanja |
| ------------------------------------ | ------------------ |
| Bilijarni trakt                      | 60,6               |
| Portalni venski sistem               | 23,8               |
| Kriptogeno                           | 18,5               |
| Hematogeno                           | 14,7               |
| Direktnim širenjem iz okolnih organa | 4,0                |
| Trauma                               | 2,9                |
| Cistična infekcija (tumor)           | 2,9                |
| Jatrogeno                            | 1,0                |

## Diferencijalna dijagnoza
Diferencijalno dijagnostički treba imati u vidu sledeće bolesti:
- Akutni gastritis
- Bakterijsku upalu pluća
- Bilijarnu bolest
- Holecistitis
- Hepatocelularni karcinom
- Hidatidna cista
- Parapneumonijski pleuralni napad i
- Empijem grudnog koša

## Terapija
Nelečeni apsces jetre je skoro jednako fatalan kao i pojava komplikacija koje uključuju sepsu, empijem ili peritonitis kao posledicu rupture u pleuralni ili peritonealni prostor i retroperitonealno produljivanje procesa. Tretman treba obavezno da uključuje drenažu, bilo perkutanu ili hiruršku.
Konzervativna terapija
Antibiotska terapija kao jedini način lečenja nije rutinski zagovarana, iako je bila uspešna u nekoliko prijavljenih slučajeva. Može biti jedina alternativa kod pacijenata koji su previše bolesni da bi bili podvrgnuti invazivnim procedurama ili kod onih sa višestrukim apscesima koji nisu pogodni za perkutanu ili hiruršku drenažu. U tim slučajevima, pacijenti će verovatno zahtevati višemesečnu antimikrobnu terapiju sa serijskim snimanjem i pažljivim praćenjem povezanih komplikacija. Antimikrobni tretman je uobičajen dodatak perkutanoj ili hirurškoj drenaži.
Dok ne budu dostupna bakterikultura, izbor antimikrobnih agenasa treba da bude usmeren ka najčešće uključenim patogenima. Režimi koji koriste kombinacije inhibitora beta-laktam / beta-laktamaze, karbapeneme ili cefalosporine druge generacije sa anaerobnim pokrivanjem su odlični empirijski izbor za pokrivanje enteričkih bacila i anaerobnih infekcija. Metronidazol ili klindamicin treba dodati kod Bacteroides fragilis ako drugi antibiotici ne nude anaerobnu pokrivenost.
Amebični apsces treba lečiti metronidazolom, koji je uspešan u 90% slučajeva. Terapiju metronidazolom treba započeti pre dobijanja rezultata seroloških testova. Pacijenti koji ne reaguju na metronidazol treba da primaju Hlorokvin sam ili u kombinaciji sa emetinom ili dehidroemetinom.
Sistemska antifungalna sredstva treba započeti ako se sumnja na gljivični apsces i nakon što se apsces drenira perkutano ili hirurški. Inicijalna terapija za gljivični apsces je trenutno amfotericin B. Lipidne formulacije mogu ponuditi određenu korist u tome što kompleksiranje leka i lipidnih delova omogućava koncentraciju u hepatocitima. Prijavljeni su slučajevi uspešnog lečenja flukonazolom nakon neuspeha lečenja sa amfotericinom; međutim, njegova upotreba kao inicijalnog agensa se još proučava.
Konačnog, izolovanja mikroorganizma i utvrđivanja osetljivost na antibiotike, treba da voditi konačnom izboru antimikrobnih sredstava.
Hirurška terapija
Hirurška drenaža bila je standard nege sve do uvođenja tehnika perkutane drenaže sredinom 1970-ih. Prečišćavanjem tehnika vođene slikom, perkutana drenaža i aspiracija postali su standardni deo nege.
Aktuelne indikacije za hirurško lečenje piogenog apscesa jetre su su intraabdominalni procesa, uključujući znakove peritonitisa; postojanje poznate abdominalne hirurške patologije (npr divertikularni apsces); neuspeh prethodnih pokušaja drenaže; i prisustvo komplicikovanog, multilokuliranog, debelog zida apscesa sa viskoznim gnojem.
U određenim slučajevima se obično koristi i laparoskopski pristup. Ovaj minimalno invazivni pristup pruža mogućnost da se istraži čitav abdomen i da se značajno smanji morbiditet pacijenta.  
Postoperativne komplikacije nisu retke i uključuju ponavljajući piogeni apsces jetre, intraabdominalni apsces, insufiicijenciju jetre ili bubrega i infekciju posoperativne rane.

## Literatura
- Brisse S, Fevre C, Passet V, Issenhuth-Jeanjean S, Tournebize R, Diancourt L, et al. Virulent clones of Klebsiella pneumoniae: identification and evolutionary scenario based on genomic and phenotypic characterization. PLoS One. 2009. 4 (3):e4982.
- Lin YT, Liu CJ, Chen TJ, Chen TL, Yeh YC, Wu HS;  . (децембар 2011). „Pyogenic liver abscess as the initial manifestation of underlying hepatocellular carcinoma”. Am J Med. 124 (12): 1158—64.
- Chen, S. C.; Lee, Y. T.; Yen CH; Lai, K. C.; Jeng LB; Lin DB;  . (мај 2009). „Pyogenic liver abscess in the elderly: clinical features, outcomes and prognostic factors”. Age Ageing. 38 (3): 271—6..
- Alsaif, H. S.; Venkatesh, S. K.; Chan DS; Archuleta, S. (јул 2011). „CT appearance of pyogenic liver abscesses caused by Klebsiella pneumoniae”. Radiology. 260 (1): 129—38.
- Fontanilla T, Noblejas A, Cortes C, Minaya J, Mendez S, Van den Brule E;  . (октобар 2013). „Contrast-enhanced ultrasound of liver lesions related to arterial thrombosis in adult liver transplantation”. J Clin Ultrasound. 41 (8): 493—500.

## Spoljašnje veze
- Liver Abscess CT Images (језик: енглески)

|  | Molimo Vas, obratite pažnju na važno upozorenje u vezi sa temama iz oblasti medicine (zdravlja). |